# Гішпаня (Великопольське воєводство)
Гішпаня (пол. Hiszpania) — село в Польщі, у гміні Кшимув Конінського повіту Великопольського воєводства.
Населення — 12 осіб (2011).
У 1975—1998 роках село належало до Конінського воєводства.

## Демографія
Демографічна структура станом на 31 березня 2011 року:
|          | Загалом | Допрацездатний вік | Працездатний вік | Постпрацездатний вік |
| -------- | ------- | ------------------ | ---------------- | -------------------- |
| Чоловіки | 6       | 1                  | 4                | 1                    |
| Жінки    | 6       | 2                  | 2                | 2                    |
| Разом    | 12      | 3                  | 6                | 3                    |